# 布兰农·布拉加
布兰农·布拉加（英語：Brannon Braga，1965年8月14日—），出生于美国蒙大拿州的博兹曼，是一位美国电视制片人和剧作家。他最著名的作品是1990年以后的《星际旅行》系列。他是《星际旅行：进取号》的一位创作者及执行制片人，他还是描述外星人入侵的短命电视剧《致命临界点》的一名制片人。2005年，肯特州立大学－Stark Campus授予布拉加杰出校友奖。他还是一位自述的（self-described）无神论者。

## 脚注与参考文献
1. ↑   [每种宗教都有一个信仰]. Sidmennt, the Icelandic Ethical Humanist Association. 2006年8月16日  [2006年12月19日]. （原始内容存档于2007年9月27日）.